# Heidenheim járás
Heidenheim járás egy járás Baden-Württembergben. Heidenheim járás Günzburg, Dillingen an der Donau, Donau-Ries, Alb-Donau, Göppingen és Ostalb járásokkal határos. Lakosainak száma 130 527 fő (2015. december 31.).

## Népesség
A járás népessége az elmúlt években az alábbi módon változott:

| 2014 | 127 608 |
| 2015 | 130 527 |